# Elvir Koljić
Elvir Koljić (n. 8 iulie 1995, Valladolid, Castilia și León, Spania) este un fotbalist bosniac, care joacă pe post de atacant la Rapid în SuperLiga României. Pe plan internațional, are prezențe la națională pentru Bosnia și Herțegovina.

## Carieră
Koljić a început să joace fotbal la un club local NK Ključ, înainte de a se alătura academiei de tineret a lui Maribor în 2011. A debutat jucând pentru Triglav în 2013 la vârsta de 18 ani. 
În vara anului 2014, el a semnat cu Krupa. 
În februarie 2015, s-a mutat la Borac Benja Luka.La 25 aprilie 2015, el a marcat primul său gol împotriva lui Radnik Bijeljina. 
În ianuarie 2016, Koljić s-a întors la Krupa. La 29 noiembrie 2017, Koljić a marcat primul său hat-trick în carieră împotriva lui Rudar Prijedor. În februarie 2018, a fost împrumutat echipei poloneze Lech Poznań până la sfârșitul sezonului, cu opțiunea de a face transferul permanent. 